# Roquebillière
Roquebillière é uma comuna francesa na região administrativa da Provença-Alpes-Costa Azul, no departamento Alpes Marítimos. Estende-se por uma área de 25,92 km², com 1 467 habitantes, segundo os censos de 1999, com uma densidade de 56 hab/km².